# Star Warssterrenstelsel
Het Star Warssterrenstelsel is een fictief sterrenstelsel waarin de Star Warsfilms en andere media zich afspelen. In de films zelf wordt eraan gerefereerd als "het Sterrenstelsel". Onder fans staat het sterrenstelsel bekend als Galaxy, Far Far Away (afgekort GFFA), vernoemd naar de openingszin aan het begin van elke Star Wars film.
Over de omvang van het sterrenstelsel spreken verschillende bronnen elkaar tegen. Zo wordt er gesproken over 120.000 lichtjaar. Het sterrenstelsel zou 400 miljard sterren bevatten, waarvan de helft planeten heeft waarop leven mogelijk is. Er zouden tevens 25 miljoen intelligente levensvormen bestaan in het universum.

## Onderverdeling
Het sterrenstelsel is onderverdeeld in verschillende sectoren.

### De Kern
De Kern is onder te verdelen in drie delen: De diepe kern (Deep Core), de kernwerelden en de kolonies.

#### Diepe kern

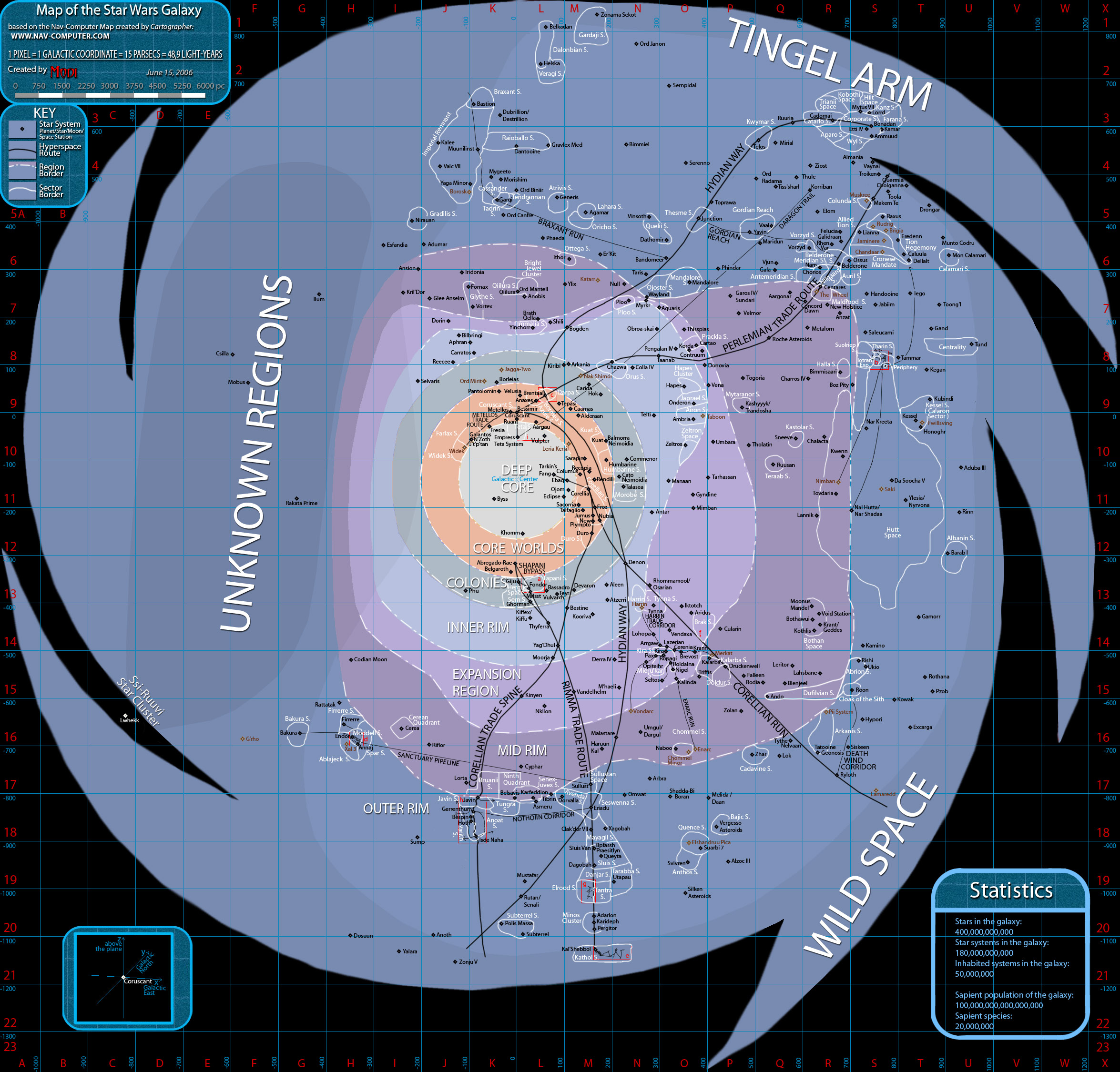
Kaart van het sterrenstelsel

De diepe kern bevindt zich in het centrum van het sterrenstelsel, zelfs nog dichter dan enkele kernwerelden zoals Coruscant en Alderaan.
De diepe kern bevat talloze sterren dicht opeen gepakt in een relatief klein gebied, waardoor reizen op hypersnelheid langzaam en gevaarlijk is. De intense straling en vele jonge sterren maken dat dit gebied vrijwel geen bewoonde planeten kent. Een paar bekende werelden uit de diepe kern zijn Byss, Khomm, Ruan en het Empress Teta-systeem. De maan Ebaq 9 was het strijdtoneel van een grote veldslag tijdens de Yuuzhan Vong invasie.

#### Kernwerelden
De Kernwerelden zijn bekende werelden en planetaire systemen die zich vlak bij de diepe kern bevinden. De kernwerelden staan bekend als de rijkste en machtigste werelden uit het Star Warssterrenstelsel. Ze zijn tevens de dichtst bevolkte werelden. De kernwerelden vormden samen oorspronkelijk de Oude Republiek. De belangrijkste van deze werelden is Coruscant, waar volgens verhalen de eerste mensen vandaan zouden zijn gekomen.
De Kernwerelden bevatten miljoenen systemen, waaronder Coruscant, Alderaan, Corellia, Chandrila, Thyferra, Kuat, Nubia, en Duro. De kernwerelden zijn het centrum van de gemeenschap in het sterrenstelsel.

#### Kolonies
De kolonies is een benaming voor enkele planeten buiten de kernwerelden waar de Galactische Republiek voor zich voor het eerst vestigde. Vooral een gebied genaamd The Slice, dat zich aan de rand van de Perlemian Handelsroute bevindt, speelt een belangrijke rol. Onder de kolonies bevinden zich ook werelden die bij de oprichting van de Republiek betrokken waren. Na 25.000 jaar zijn de kolonies bijna net zo invloedrijk als de kernwerelden en hebben eveneens een sterke industrie en cultuur.

### Buitenste gebieden

#### Inner Rim
De Inner Rim is het gebied tussen de kolonies en de uitgebreide region. Enkele planeten in dit gebied zijn Rendili en Rodia. Gedurende de groei van de republiek werd de Inner Rim gekoloniseerd.

#### Uitgebreide region
De Uitgebreide Regio (Expansion Region) is een gebied dat in razendsnel tempo werd gekoloniseerd tijdens de uitbreiding van de Inner Rim-gebieden. Gedurende de tijd van de oude Republiek was dit gebied de voornaamste bron van grondstoffen. Het Galactische Keizerrijk beschouwde het gebied als de perfecte locatie om slaven te vinden.

#### Mid Rim
De Mid Rim is een galactische ring gelokaliseerd tussen de Outer Rim en de Inner Rim. Op de grens van de Mid Rim liggen Nam Chorios en de Meridian Sector. Andere planeten in het gebied zijn Naboo, Ithor en Ord Mantell.

#### Outer Rim
De Outer Rim is het buitenste gebied van het sterrenstelsel. Dit gebied kent nog veel niet gekoloniseerde planeten. De Republiek oefende maar weinig invloed uit op dit gebied en ook het Galactische Keizerrijk wachtte lange tijd met het inlijven van de planeten in dit gebied. Derhalve staat de Outer Rim bekend als een broeinest voor criminelen zoals Jabba de Hutt. Planeten in dit gebied zijn Taris, Dantooine, Tatooine, Yavin, Hoth, Endor, Dagobah, Xagobah, Mustafar, Bakura, Ryloth, Bogden, Kamino en vele andere. De Death Star werd in dit gebied gebouwd.

#### Wild Space
Wild Space bevindt zich aan de grens van het verkende sterrenstelsel. Dit gebied scheidt de rest van het sterrenstelsel van de onbekende regio’s . Planeten in dit gebied liggen zo ver van de kern af, dat ze vrijwel geheel worden genegeerd. Maar weinig mensen hebben zich ooit in Wild Space gewaagd.

#### Onbekende regio’s
De onbekende regio’s (Unknown Regions) liggen voorbij Wild Space. Deze gebieden zijn nog nooit verkend of gekoloniseerd door zowel de republiek als het Galactische Keizerrijk. Derhalve is er ook maar erg weinig bekend over dit deel van het sterrenstelsel. De republiek kent slechts een bewoonbare planeet in dit gebied: Csilla.

### Sectors
Volgens de bevelen van Darth Sidious werd een constellatie van 50 of meer planetenstelsels beschouwd als een sector. Het sterrenstelsel kent de volgende sectoren:
- Kuat Sector
- Meridian Sector
- Chommell Sector
- Kessel Sector
- Arkanis Sector
- Doldur Sector
- Sluis Sector
- Seswenna Sector
- Mayagil Sector
- Kathol Sector
- Moddell Sector
- Abrion Sector
- Tapani Sector
- Farlax Sector
- Quelli Sector
- Atrivis Sector

### Andere gebieden
Het sterrenstelsel kent nog andere locaties zoals asteroïden, nevels, clusters en zwarte gaten.